# Notocochlis migratoria
Notocochlis migratoria är en snäckart som först beskrevs av Powell 1927.  Notocochlis migratoria ingår i släktet Notocochlis och familjen borrsnäckor. Inga underarter finns listade i Catalogue of Life.